# François-Raoul Larche
François-Raoul Larche, także Raoul Larche (ur. 22 października 1862 w Saint-André-de-Cubzac, zm. 3 czerwca 1912 w Paryżu) – francuski rzeźbiarz okresu secesji. Jego prace były nagrodzane na wielu wystawach.

## Życiorys
Raoul Larche jest synem Guillaume Larche, rzeźbiarza i stolarza, oraz Thérèse Lansade. Jego brat Nicolas-Édouard Larche był architektem.

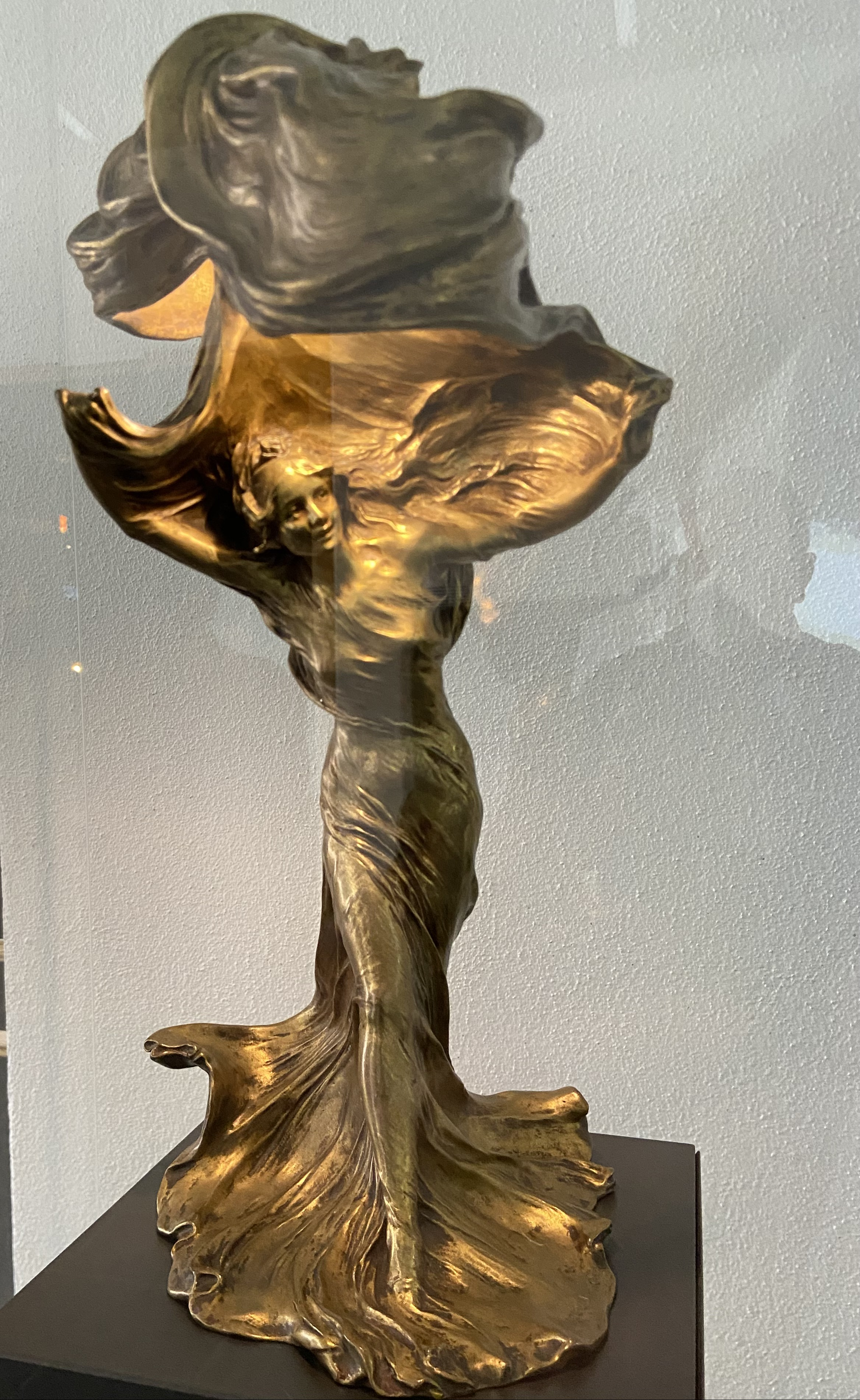
Lampa – Loie Fuller (ok. 1901)-złocony brąz – (François-Raoul Larche (1860-1912)) – Muzeum Wiesbaden

François-Raoul Larche jest jednym z wielu artystów, na którego twórczość wpływ miała amerykańska tancerka Loie Fuller: lampa z 1901 inspirowana tancerką (dostępna w trzech modelach), dzięki swej sugestywnej sile, zalicza go do grona rzeźbiarzy, którzy zerwali z akademicką sztuką i zapewniła mu wielki rozgłos. W ten sposób tworzył liczne dzieła sztuki i elementy dekoracyjne z brązu i cyny (lampy, wazony, żyrandole, kubki ozdobne itp.), które zostały wyprodukowane przez pracownię odlewnię sztuki Siot-Decauville w Paryżu. Szczególnie interesowało go oświetlenie wnętrz.
3 czerwca 1912 został przejechany przez samochód, gdy szedł ulicą. Przetransportowany w śpiączce do paryskiego zakładu opieki zdrowotnej, zmarł tego samego wieczoru.